# 威海银行

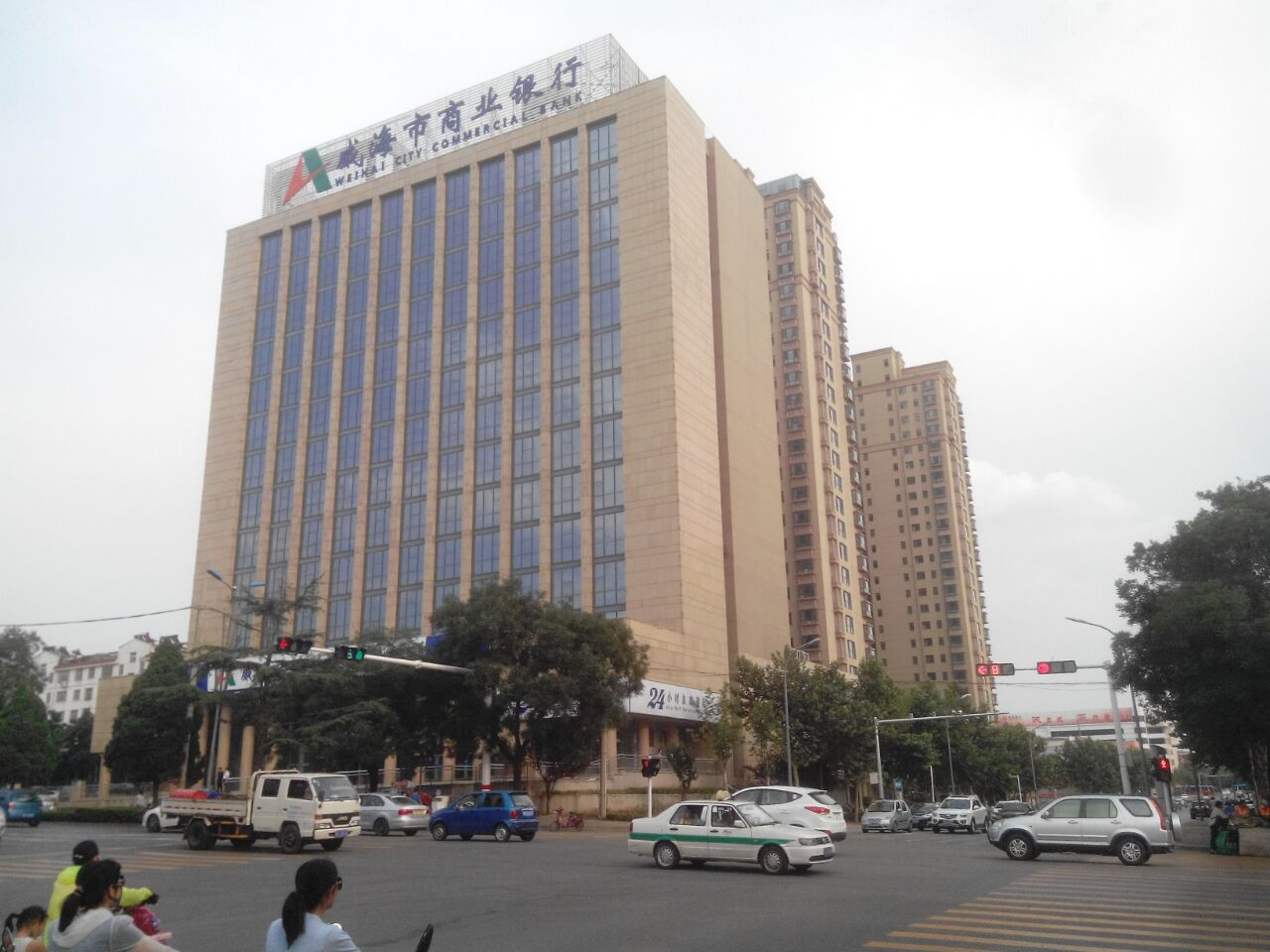
未更名前的威海市商业银行莱芜分行，标志已经换成母公司山东高速标志

威海银行（港交所：9677），前称威海市商业银行，成立于1997年。总部驻地为山东省威海市宝泉路9号财政大厦。是山东省内唯一一家实现16地市网点全覆盖的城市商业银行。 在山东省外设有天津分行。
银行控股股东为山东高速集团有限公司。
2020年9至10月，威海市商业银行在香港進行公開招股，發售8.77億股，招股價為3.35至3.51港元。威海市商业银行最後以下限3.35港元定價，公開發售僅獲61%認購。 10月12日在香港联交所主板挂牌上市。